# الطريق السريع (فلم 2002)
الطريق السريع (بالإنجليزية: Highway) هو فيلم جريمة وفيلم دراما أُصدر في 26 مارس 2002، في الولايات المتحدة الأمريكية. ومن توزيع نيو لاين سينما، وقد أخرجه جيمس كوكس (مخرج)، وكَتَب السيناريو سكوت روزنبيرغ.

## القصة
تدور أحداث الفيلم في عام 1994 في لاس فيغاس مع بايلوت كيلسون جيك جيلينهال)، تاجر مخدرات، الذي يتظاهر بأنه خادم ويأخذ سيارة رولز رويس أحد العملاء لإعطاء صديقته رحلة للعمل. أفضل صديق له جاك هايز (جاريد ليتو ) هو عامل تنظيف حمامات سباحة يعمل لحسابه الخاص، حيث يتم القبض عليه وهو يمارس الجنس مع زوجة بيرت ميراندا ( مارك رولستون )، شخصية الجريمة المنظمة. بينما ينجو جاك من المواجهة الأولية مع ميراندا دون أن يصاب بأذى، يرسل ميراندا ثلاثيًا من الحمقى (يشار إليهم طوال الفترة المتبقية من الفيلم باسم "ميراندا باندا") لكسر أقدام جاك. يقنع جاك بايلوت بالفرار ويقترح بايلوت أن يذهبوا إلى سياتل دون أن يخبره أنهم ذاهبون إلى هناك لرؤية قذف بايلوت القديم. يمسك الحمقى بالرياح من حيث يتجه الاثنان وينطلقون لمطاردة جاك. أثناء وجوده في أحد المطاعم ، يتدخل جاك وبايلوت عندما يكتشفان تعرض كاسي ( سيلما بلير ) للاعتداء في ساحة انتظار العشاء. تشير كاسي إلى أنها لا تعرف إلى أين تتجه، لذا قدم لها جاك المصعد.
في الطريق إلى سياتل ، يلتقيان بجوني فوكس ( جون سي ماكجينلي )، وهو راكب حجارة مسن يرافقه، وينقذ ديزموند ذا أليغاتور بوي من مجموعة من المتنمرين في المدرسة الثانوية، وينتهي بهم المطاف في سياتل في النصب التذكاري مؤخرًا غادر كورت كوبين. يجد طيار إعجابه القديم لكنه يشعر بالحزن عندما يكتشف أنها لا تتذكره. يلتقي الطيار بجاك مرة أخرى وعلى الرغم من محاولاتهم للتهرب من الباندا ميراندا، إلا أنهم محاصرون أخيرًا وكسروا قدمي جاك. ومع ذلك، فقد وجد الحب مع كاسي، وقرر الاثنان البقاء في سياتل بينما يشفي جاك. في هذه الأثناء، قرر الطيار العودة إلى فيغاس، مدركًا أنه يهتم بلوسي، الفتاة التي تركها وراءه.

## طاقم التمثيل
- جاريد ليتو
- إم سي غيني
- آردن مرين  [لغات أخرى]‏
- مارك رولستون
- فرانسيس ستيرنهيغن
- جيريمي بايفن
- سلمى بلير
- جون مغينلي
- جيك جيلنهال
- كيمبرلي كيتس

## الإنتاج

### التصوير
صوّر الفيلم في سياتيل، واشنطن و لاس فيغاس، نيفادا، وكان ماورو فيوري وميشيل أماتشو ‏ مديران لتصوير الفيلم.

### الموسيقى
موسيقى الفيلم التصويرية من تلحين ريتش روبنسون.

## الاستقبال
مراجعة موقع التجميع موقع روتن توميتوز لم يصدق على الفيلم بعد ولكن المراجعة كانت مختلطة.

## وصلات خارجية
- مقالات تستعمل روابط فنية بلا صلة مع ويكي بيانات